# Reyer Venezia 1941-1942
Questa voce raccoglie le informazioni riguardanti la Reyer Venezia nelle competizioni ufficiali della stagione 1941-1942

## Stagione
La Reyer Venezia arrivò prima e quindi vinse il suo primo scudetto della serie A di pallacanestro.

## Roster
- Luciano Montini
- Sergio Stefanini
- Marcello De Nardus
- Gigi Marsico
- Guido Garlato
- Marchetti
- Enrico Garbosi
- Armandino Fagarazzi
- Giuseppe Stefanini
- Amerigo Penzo
- Allenatore: Carmelo Vidal[1]